# مهدی‌آباد (ملایر)
مهدی‌آباد (ملایر)، روستایی از توابع بخش سامن شهرستان ملایر در استان همدان ایران است. روستایی با ۴۰۰ سال قدمت 

## جمعیت
این روستا در دهستان اورزمان قرار دارد و براساس سرشماری مرکز آمار ایران در سال ۱۳۹۵، جمعیت آن ۱۹۳ نفر (۶۸خانوار) بوده‌است.